# Kostel svatého Jakuba (Ledce)
Kostel svatého Jakuba Většího v Ledcích u Plzně je filiální kostel postavený původně jako gotický, do barokního stylu byl přestavěn mezi lety 1768 až 1769. Od roku 1964 je kulturní památkou.

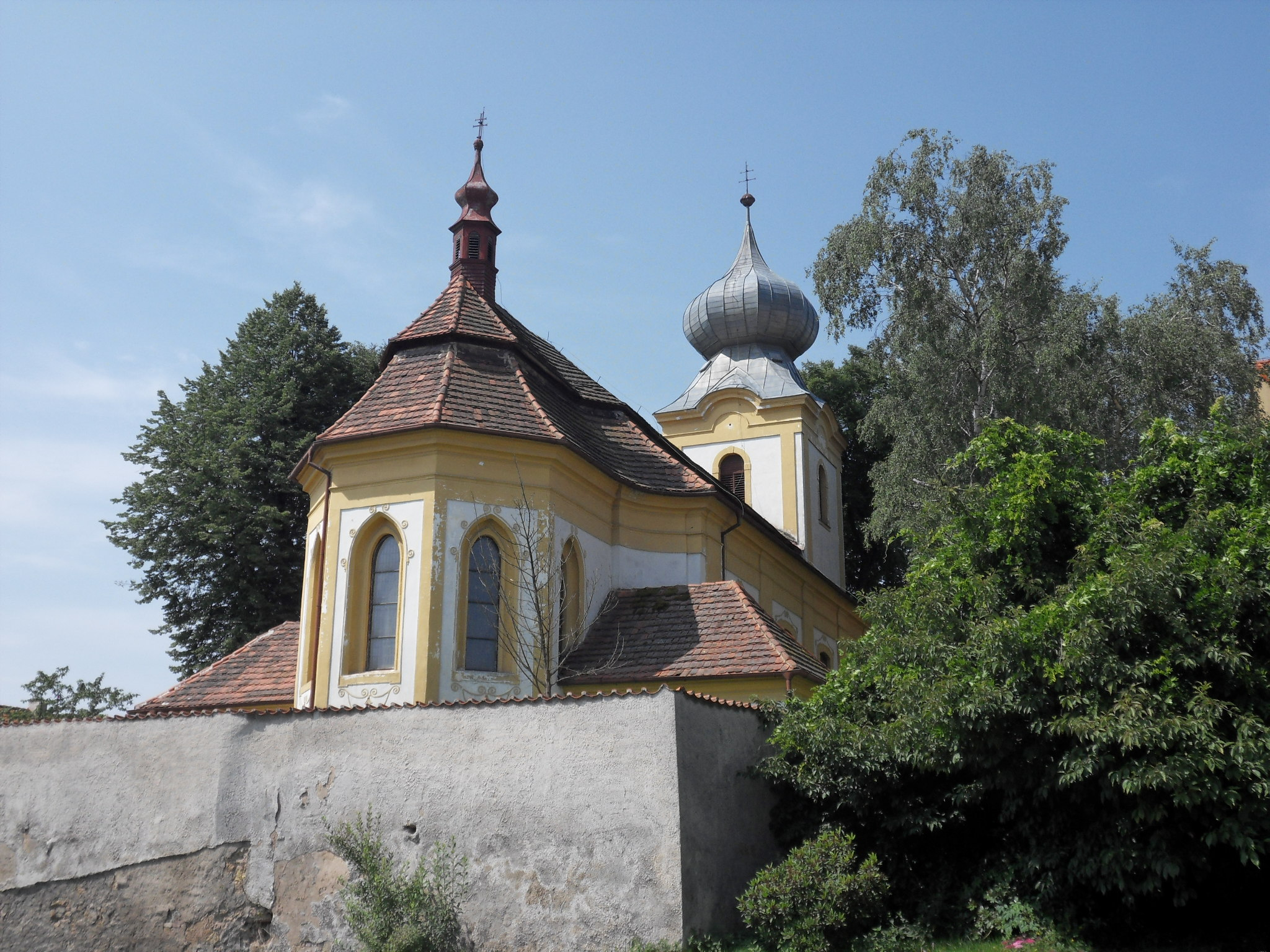
Pohled na kostel zezadu

## Historie a popis
Kostel v Ledcích je poprvé zmiňován už roku 1181. Rozsáhlá pozdně barokní přestavba proběhla v letech 1768 a 1769, kdy byla pravděpodobně postavena i ohradní zeď.
Kostel má obdélnou loď, kněžiště je užší, trojboce uzavřené. Po stranách kněžiště je připojena oratoř a sakristie. V průčelí stavby je věž, v jejímž přízemí je zřízena otevřená předsíň a nad ní v nice je socha sv. Jakuba.
V 1. polovině 20. století byla loď kostela stažena táhly. Z 20. století je i současná podoba vstupních branek do areálu.